# ديمقراطية غير حزبية
الديمقراطية غير الحزبية هي نظام لحكومة أو منظمة تمثيلية تحدث فيها الانتخابات العامة والدورية دون الإشارة إلى الأحزاب السياسية. في بعض الأحيان، قد يتم إلغاء الدعايات الانتخابية وحتى الخطب عن المرشحين، حتى لا تمسّ قرارات الآخرين أو تخلق جوًا مثيرًا للجدل.
يكون رئيس الدولة غير حزبي في العديد من الدول، حتى لو تم اختيار رئيس الوزراء والبرلمان في انتخابات حزبية. من المتوقع أن يظل رؤساء الدول هؤلاء محايدين فيما يتعلق بالسياسة الحزبية. في عدد من الدول البرلمانية أو شبه الرئاسية، يكون بعض الرؤساء غير حزبيين، أو يتلقون الدعم عبر الأحزاب.
قد تكون الأنظمة غير حزبية بحكم القانون، ما يعني أن تُحظر الأحزاب السياسية كليًا أو تُمنع قانونيًا من المشاركة في الانتخابات على مستويات معينة من الحكومة؛ أو غير حزبية بحكم الأمر الواقع إذا لم يكن هناك مثل هذه القوانين ومع ذلك لا وجود للأحزاب السياسية. على المستوى الوطني، غالبًا ما تمثل الأنظمة غير الحزبية بحكم الأمر الواقع مجموعات صغيرة جدًا من السكان، مثل نييوي وتوفالو وبالاو. العديد من دول الخليج العربي غير حزبية بحكم القانون، بما فيها عمان والكويت؛ تتمتع الهيئات التشريعية في هذه الحكومات عادة بصفة استشارية فقط، إذ من الممكن أن تعلّق على القوانين التي تقترحها السلطة التنفيذية ولكنها غير قادرة على إنشاء قوانين بنفسها. في بعض الأحيان، تشبه الحكومات الوطنية غير الحزبية بحكم القانون دول الحزب الواحد، لكن الحكومات من النوع الثاني تعترف صراحة بحزب سياسي واحد يلزم جميع المسؤولين أن يكونوا أعضاء فيه.
إذا لم تُفرض قيود قانونية على الأحزاب السياسية، قد تتطور الفصائل داخل الحكومات غير الحزبية إلى أحزاب سياسية. لم يكن لدى الولايات المتحدة الأمريكية في البداية أحزاب سياسية تتمتع بحق التصويت، لكنها تطورت بعد الاستقلال بفترة وجيزة.

## مقارنتها مع الأنظمة السياسية الأخرى
يختلف النظام غير الحزبي عن نظام الحزب الواحد في أن الفصيل الحاكم في نظام الحزب الواحد يعرّف نفسه كحزب، حيث قد توفر العضوية مزايا غير متاحة لغير الأعضاء. غالبًا ما تطلب حكومة الحزب الواحد من مسؤولي الحكومة أن يكونوا أعضاء في الحزب، وتتميز بتسلسل هرمي معقد كمؤسسة رئيسية للحكومة، وتجبر المواطنين على الموافقة على أيديولوجية حزبية، وقد تفرض سيطرتها على الحكومة بجعل جميع الأحزاب الأخرى غير شرعية. قد يمثل أعضاء الحكومة غير الحزبية العديد من الأيديولوجيات المختلفة. الدول الشيوعية المختلفة مثل الصين أو كوبا هي من دول الحزب الواحد على الرغم من أن أعضاء البرلمان لا يُنتخبون كمرشحين عن الحزب.
يمكن اعتبار الديمقراطية المباشرة غير حزبية لأن المواطنين يصوّتون على القوانين بأنفسهم بدلًا من انتخاب ممثلين ينوبون عنهم. بيد أن الديمقراطية المباشرة يمكن أن تصبح حزبية إذا مُنحت الفصائل حقوقًا أو امتيازات لا يتمتع بها غير الأعضاء.

## البنية

### الانتخابات
في الانتخابات غير الحزبية، يكون المرشح مؤهلًا لشغل منصب ما بناءً على مزاياه الشخصية وليس على أساس كونه عضوًا في حزب سياسي. لا يظهر المرشحون انتماءهم السياسي (إن وُجد) على بطاقة الاقتراع. بشكل عام، يتم اختيار الفائز من انتخابات الإعادة إذ يتنافس المرشحان الحاصلان على أعلى نسبة من الأصوات في الانتخابات الأولية. في بعض الانتخابات، قد يكون المرشحون أعضاء في حزب وطني ما، ولكنهم لا يترشحون كأعضاء من الحزب لشغل منصب محلي.
قد تُجري الديمقراطيات غير الحزبية انتخابات غير مباشرة يتم فيها اختيار الناخبين الذين يصوتون بدورهم للممثل (الممثلين). (يُعرف هذا أحيانًا باسم انتخاب من مستويين، مثل الهيئة الانتخابية). يمكن للنظام أن يعمل بالنظام الانتخابي الذي يفوز فيه المرشح الحاصل على أكبر عدد من الأصوات ولكنه يتعارض مع أنظمة التمثيل النسبي (الحزبية) بخلاف أنظمة التصويت الفردي القابل للتحويل أو أنظمة التصويت التقليدية معادة الترجيح، أو الأنظمة شبه النسبية مثل التصويت التراكمي والتصويت الفردي غير القابل للتحويل. 
تُجرى الانتخابات غير الحزبية عمومًا لمناصب البلديات والمقاطعات، وخاصة مجالس التعليم، وهي شائعة أيضًا في انتخاب القضاة. في بعض الانتخابات غير الحزبية، تكون الأحزاب التي ينتمي إليها المرشحون وتدعمهم معروفة لدى الجميع؛ وفي البعض الآخر، تكون الأحزاب غير مشاركة تقريبًا، ويتّخذ الناخبون خياراتهم بإيلاء اهتمام بسيط أو معدوم للاعتبارات الحزبية.
في حين أن الديمقراطيات غير الحزبية بإمكانها أن تتيح خيارًا واسعًا من المرشحين (خاصة في النظام الذي لا يجري فيه ترشيح، حيث يمكن للناخبين اختيار أي شخص دون تقييد في منطقتهم)، فإن هذه الأنظمة لا تتعارض مع الانتخابات غير المباشرة (كما هو الحال في المناطق الجغرافية الكبيرة)، حيث يمكن اختيار المندوبين الذين ينتخبون بدورهم الممثلين.

### التعيينات
حتى إذا كان المسؤول التنفيذي أو المجلس التشريعي في الحكومة حزبيًا، قد تكون تعيينات أعضاء مجلس الوزراء أو القضاة أو مديري الوكالات الحكومية غير حزبية. الغاية من تعيين مسؤولي الحكومة بطريقة غير حزبية هي ضمان أن المسؤولين باستطاعتهم تأدية واجباتهم بعيدًا عن تأثير السياسة الحزبية، ويتم اختيارهم بطريقة نزيهة لا تؤثر سلبًا في أي حزب سياسي. تستخدم اثنتا عشرة ولاية أمريكية خطة ميزوري، وتستخدم ولايتان صيغة معدّلة منها، في اختيار القضاة بطريقة غير حزبية. تستخدم العديد من الدول ذات البرلمانات الحزبية التعيينات غير الحزبية في اختيار الرؤساء.

### الهيئات التشريعية
في الهيئات التشريعية غير الحزبية، لا توجد عادة تحالفات حزبية رسمية داخل الهيئة التشريعية؛ حتى لو كانت هناك تجمعات من أجل قضايا محددة. غالبًا ما تكون التحالفات والقضايا في الهيئة غير الحزبية مؤقتة وغير مستقرة لأن المشرعين الذين يعارضون بعضهم بشأن بعض القضايا قد يتفقون على أخرى. على الرغم من كون المشرعين غير حزبيين، عادة ما تكون أنماط التصويت لديهم متسقة وقابلة للتحديد. عادة ما تُتّخذ القرارات للتحقيق في الانتهاكات الأخلاقية التي يرتكبها مسؤولو الحكومة على أساس الأدلة بدلًا من الانتماء الحزبي. غالبًا ما يتم اختيار رؤساء اللجان والقادة الآخرين في الهيئة التشريعية حسب الأقدمية والخبرة، على عكس القادة في الهيئة التشريعية الحزبية الذين يتم اختيارهم غالبًا بسبب ولائهم للحزب.